# Das Geheimnis des Hohen Falken
Das Geheimnis des Hohen Falken ist eine 1949 hergestellte Mischung aus Kriminalfilm und Gebirgsdrama des Dokumentarfilmers Christian Hallig. In den Hauptrollen sind Richard Häussler, Renate Schacht und Heinz Engelmann zu sehen.

## Handlung
Einst hatte der talentierte Bildhauer Zeska schwere Schuld auf sich geladen, denn der Absturz eines Mannes im Hochgebirge, ein angeblicher Unglücksfall, stellt sich als Mordtat aus Eifersucht heraus. Dieses Drama lastet schwer auf Zeskas Frau Marianne, die von ihrem bisweilen rasenden Gatten streng abgeschirmt lebt. Diese Bluttat wäre nie aufgeklärt worden, würde nicht eines Tages dem Journalisten Wengraf ein altes Foto in die Hände fallen, das seine ganze Aufmerksamkeit hervorkitzelt. 
Im Zusammenspiel mit dem Pressefotografen Gerkau und der Modezeichnerin Lilo versucht Wengraf dem Geheimnis auf die Spur zu kommen. Bald können sie das vermeintliche Gebirgsunglück als hinterhältigen Anschlag des krankhaft eifersüchtigen Zeska entlarven, der damals während einer Bergwanderung den Geliebten seiner Frau in die Tiefe stieß. Jetzt endlich findet Marianne die Kraft, ihren auf dämonische Weise Macht über sie besitzenden Gatten zu verlassen. Aus ihr und Wengraf wird ein Paar, das nun in eine gemeinsame, friedvollere Zukunft starten kann.

## Produktionsnotizen
Das Geheimnis des Hohen Falken entstand 1949 im Karwendelgebirge und in Mittenwald und am 6. Januar 1950 in München uraufgeführt. Die Berliner Premiere fand am 12. Januar 1951 statt. 
Horst A. von der Heyde übernahm die Produktionsleitung. Heinrich Beisenherz schuf die Filmbauten.

## Kritik
Im Filmdienst heißt es: „Schwülstiger Kriminalfilm mit unlogischem Handlungsablauf zu ansehnlichen Aufnahmen aus dem Karwendelgebirge.“